# Ольялву
Ольялву (порт. Olhalvo)  —  район (фрегезия) в Португалии,  входит в округ Лиссабон. Является составной частью муниципалитета  Аленкер. По старому административному делению входил в провинцию Эштремадура. Входит в экономико-статистический  субрегион Оэште, который входит в Центральный регион. Население составляет 2006 человек на 2001 год. Занимает площадь 8,25 км².
Покровителем района считается Святой Себастьян (порт. São Sebastião). 